# Wojciech Matusiak

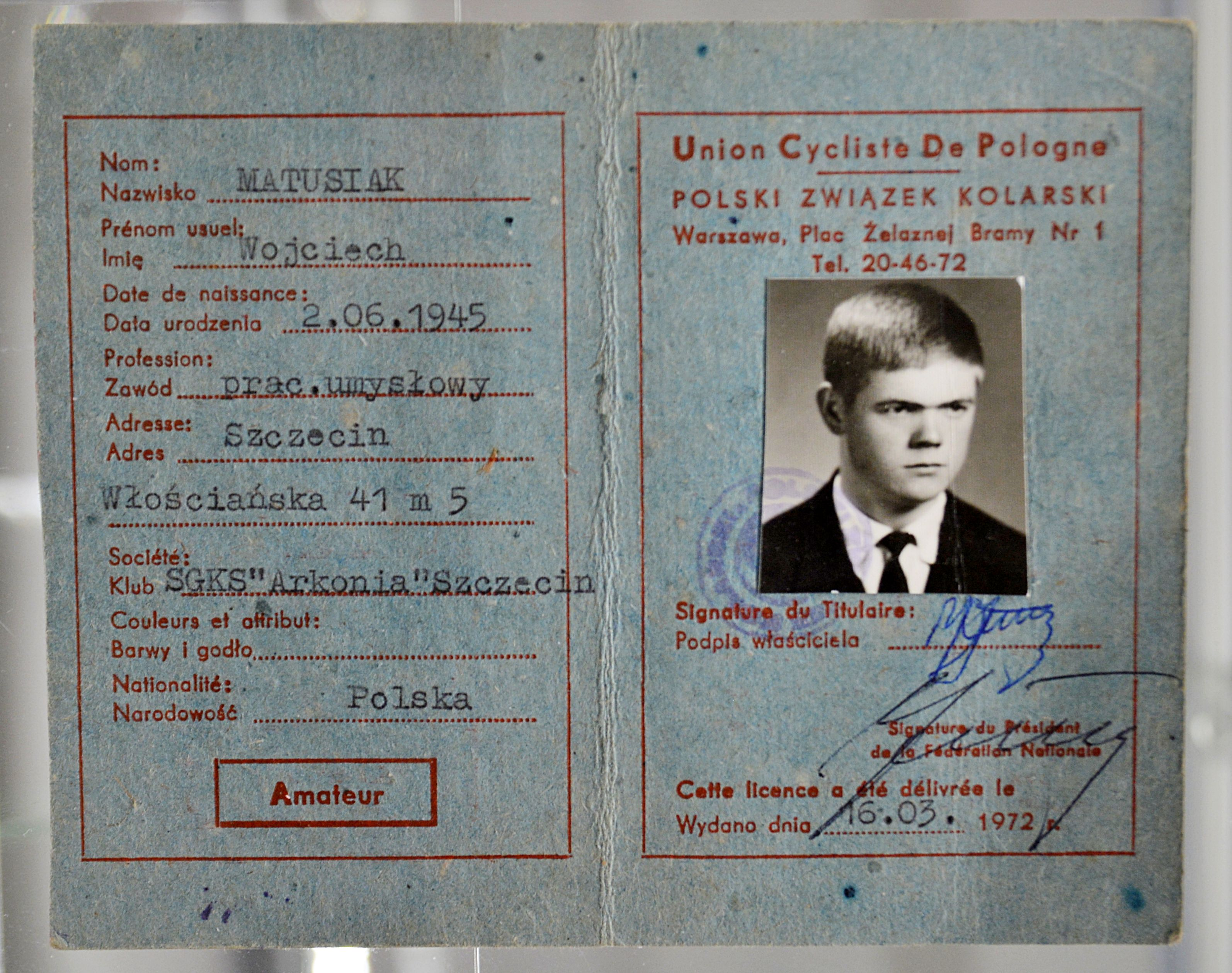
Legitymacja Polskiego Związku Kolarskiego Wojciecha Matusiaka

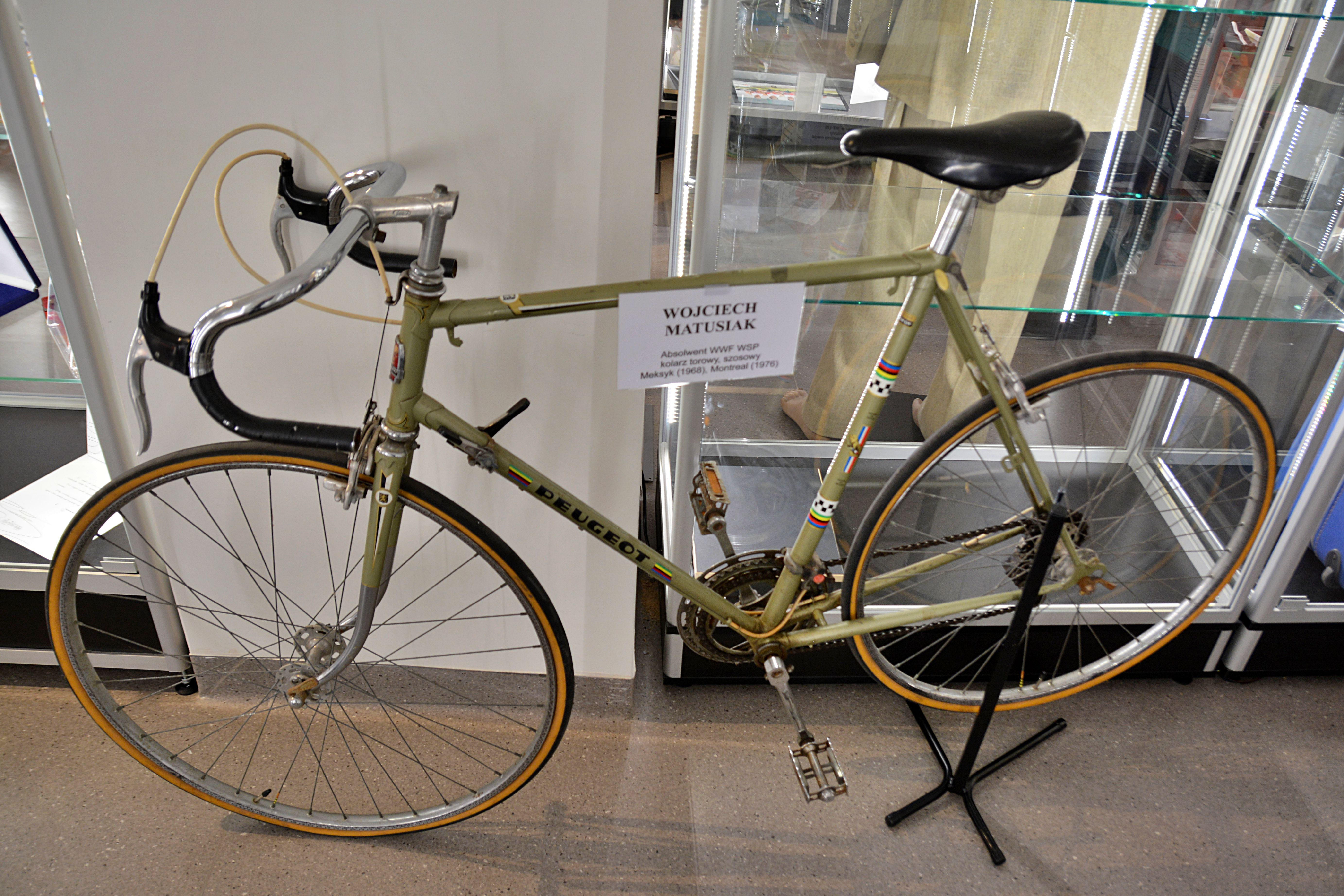
Rower marki Peugeot Wojciecha Matusiaka

Wojciech Władysław Matusiak (ur. 2 czerwca 1945 w Sierakowie) – polski kolarz szosowy i torowy, zwycięzca 26. Tour de Pologne w 1969, olimpijczyk z Meksyku. Czterokrotny mistrz Polski na szosie i torze.

## Kariera sportowa
Był zawodnikiem LKS Pyrzyce (1964), Gryfa Szczecin (1964-1969) i Arkonii (1969-1979). 
Jego największymi sukcesami szosowymi było zwycięstwo w Tour de Pologne w 1969 (w czasie wyścigu wygrał dwa etapy i był liderem zawodów od II. etapu do końca wyścigu) i mistrzostwo Polski w indywidualnym wyścigu szosowym ze startu wspólnego w 1967. Na torze zdobywał mistrzostwo Polski na 4000 m drużynowo na dochodzenie (1969) i dwukrotnie w długodystansowym wyścigu na 50 km (1969, 1970). Ponadto czterokrotnie zdobywał wicemistrzostwo Polski (w 1975 w indywidualnym wyścigu szosowym ze startu wspólnego, w 1966 w szosowym wyścigu drużynowym oraz w 1967 i 1968 w torowym wyścigu na 4000 m na dochodzenie) a w 1968 trzykrotnie wywalczył brązowy medal mistrzostw Polski (w szosowym wyścigu drużynowym, torowym wyścigu długodystansowym na 50 km i torowym wyścigu na 1000 m ze startu zatrzymanego). W 1967 zwyciężył z drużyną na 4000 m na dochodzenie w zawodach Ogólnopolskiej Spartakiady.
Reprezentował Polskę na mistrzostwach świata i Igrzyskach Olimpijskich. Na Igrzyskach Olimpijskich w Meksyku (1968) zajął 5–8 m. w wyścigu na 4000 m na dochodzenie drużynowo. Na Igrzyskach Olimpijskich w Montrealu (1976) był rezerwowym polskiej kadry szosowej, lecz przed niedoszłym startem doznał kontuzji. W 1968 zajął 8. miejsce na torowych mistrzostwach świata w wyścigu na 4000 m na dochodzenie indywidualnie. Czterokrotnie wystąpił w indywidualnym wyścigu szosowym na mistrzostwach świata (1970 – 46 m., 1973 – 5 m. w wyścigu, który wygrał Ryszard Szurkowski przed Stanisławem Szozdą, 1974 – 19 m., 1975 – zdyskwalifikowany) i trzykrotnie w szosowym wyścigu drużynowym MŚ (1969 – 4 m., 1970 – 6 m., 1974 – 7 m.).
Trzykrotnie startował w Wyścigu Pokoju (1970 – 9 m. i wygrany etap, 1971 – 21 m., 1976 – 34 m.). W 1970 wygrał Wyścig dookoła Szkocji, a w 1974 był trzeci w klasyfikacji końcowej Tour de Pologne, ponadto wygrał po jednym z etapów Tour de Pologne w 1967, 1972 i 1976.
W 1969, 1970 i 1973 był zwycięzcą plebiscytu "Kuriera Szczecińskiego" na najlepszego sportowca regionu. Po zakończeniu kariery pracował jako trener w Arkonii (1977-1990).
W 1996 został odznaczony Krzyżem Kawalerskim Orderu Odrodzenia Polski (M.P. z 1997, nr 14, poz. 126). Jest honorowym obywatelem Pyrzyc.